# Interregio-Express

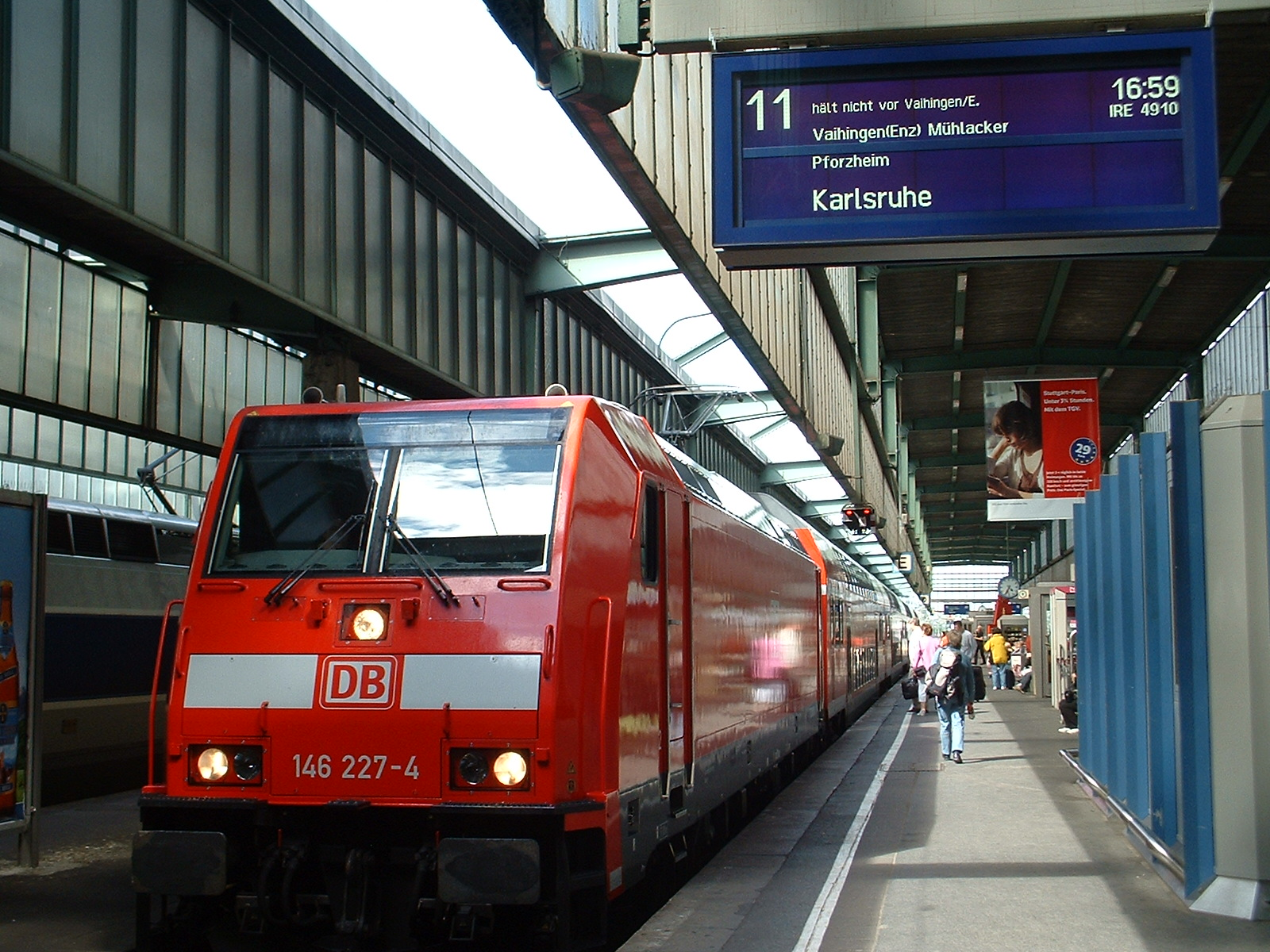
IRE-trein in Stuttgart

De Interregio Express (IRE) is een treinsoort in het stads- en streekvervoer in delen van Duitsland, te weten Baden-Württemberg, Berlijn, Beieren en Saksen. Enkele lijnen rijden door naar Zwitserland (Bazel en Schaffhausen). De IRE werd in 2001 ingevoerd, omdat het oude Interregio-netwerk steeds verder beperkt werd. Daarop besloten enkele deelstaten op bepaalde trajecten nieuwe InterRegioExpress-treinen te bestellen. Daarnaast werd deze treinsoort ook op enkele andere trajecten ingevoerd.
In tegenstelling tot de oude Interregio-treinen vallen de IRE-treinen onder de noemer Nahverkehr, waardoor een ander type kaartjes geldig is. Dat bleek in het begin voor verwarring bij reizigers te zorgen.

## Trajecten
Baden-Württemberg (met grensoverschrijdende lijnen naar Beieren en Zwitserland)
- IRE (Stuttgart–Plochingen–Göppingen–)Ulm–Biberach–Aulendorf–Friedrichshafen–Lindau (Südbahn en Filsbahn)
- IRE Stuttgart–Reutlingen–Tübingen-Balingen–Sigmaringen–Bad Saulgau–Aulendorf(–Ulm) (Neckar-Alb-Bahn, Zollernalbbahn en Südbahn)
- IRE Karlsruhe–Pforzheim-Stuttgart (Bahnstrecke Karlsruhe–Mühlacker, Westbahn, SFS Mannheim–Stuttgart)
- IRE Karlsruhe–Offenburg–Villingen–Singen–Konstanz (Rheintalbahn, Schwarzwaldbahn)
- IRE Ulm–Biberach–Ravensburg–Friedrichshafen–Singen–Schaffhausen–Waldshut–Tiengen–Bazel (Südbahn, Hochrheinbahn)
- IRE Ulm–Heidenheim–Aalen (Brenzbahn)
- IRE Stuttgart–Schorndorf–Schwäbisch Gmünd–Aalen (Remsbahn, slechts één treinpaar in de spits)
- IRE Stuttgart–Osterburken (slechts één treinpaar in de spits)
- IRE Stuttgart–Crailsheim (slechts één treinpaar in de spits)

Berlijn:
- IRE Berlijn Hauptbahnhof - Berlijn Potsdamer Platz - Berlijn Südkreuz - Magdeburg

Saksen en Beieren:
- IRE Franken-Sachsen-Express Neurenberg–Marktredwitz/Bayreuth–Hof–Plauen–Reichenbach–Zwickau–Glauchau–Chemnitz–Flöha–Freiberg–Dresden (Sachsen-Franken-Magistrale).

Met de dienstregeling die per december 2006 inging werden de treinen van de Mittelsachsen-Vogtland-Express Hof–Dresden in een Regional-Express-Lijn veranderd. De benaming IRE wordt sindsdien voor de Franken-Sachsen-Express Nürnberg–Dresden gebruikt, die de voormalige Intercity's vervangt. In tegenstelling tot vele andere IRE-lijnen is de Franken-Sachsen-Express niet door de concessieverlener gesubsidieerd, maar is het een zelfstandig product van DB Fernverkehr.

## Vroegere trajecten
Gedurende een jaar reden ook op het traject Saarbrücken–Kaiserslautern–Ludwigshafen–Mannheim IRE-treinen met voormalige IR-rijtuigen, deze treinen zijn hernoemd naar Regional-Express. In Hessen bestond in 2001 een verschil tussen de DB AG, die onder andere de lijnen Frankfurt–Gießen–Kassel en Frankfurt–Gießen–Siegen InterRegioExpress noemde, en het RMV, dat weigerde deze nieuwe productnaam te gebruiken en het niet meer bestaande product StadtExpress blijft hanteren. Verder werden in enkele Bundesländern met de invoering van de InterRegioExpress voormalige RE-lijnen in IRE-lijnen veranderd. Niettemin was het onderscheid tussen IRE en RE tamelijk onduidelijk, terwijl RE en RB zich duidelijk onderscheiden door afstanden tussen de stations. De veranderingen van RE in IRE zijn weer ongedaan gemaakt.

## Ingezette treintypes
In de Baden-Württembergse IRE's zijn verschillende treintypes aan te treffen, waaronder diesel-kantelbaktreinen van de Baureihen 611 en 612, dubbeldekstreinen van verschillende generaties tezamen met treinen met n-Wagens getrokken door een locomotief. In voorgaande jaren konden ook y-wagens (op het traject Stuttgart–Tübingen) en treinstellen uit de Baureihe 650 (Regio-Shuttle, in dit geval zonder 1e klasse) in de IRE-diensten worden aangetroffen. Verder kwamen tot het voorjaar van 2006 op het traject Karlsruhe–Pforzheim-Stuttgart ook door een loc uit de Baureihe 112 getrokken oude Interregio-wagens in de klassieke blauwe kleurstelling voor als IRE. Door de aflevering van nieuwe dubbeldeksrijtuigen en locomotieven uit de Baureihe 146 is dit inmiddels verleden tijd.
In de Franken-Sachsen-Express worden dieselkantelbaktreinen van de Baureihe 612 ingezet.